# Hôtel d'Andlau (Andlau)
Pour les articles homonymes, voir Hôtel d'Andlau.
L'hôtel d'Andlau est un monument historique situé à Andlau, dans le département français du Bas-Rhin.
Le bâtiment est aussi connu sous le nom de "Stammhaus", "Maison Rouge", "Le Château", "La Seigneurie", "Manoir des comtes d'Andlau" ou encore "hôtel des Nobles d'Andlau".
Il abrite depuis octobre 2013 le centre d'interprétation du patrimoine Les ateliers de la Seigneurie.

## Localisation
Ce bâtiment est situé au 8, rue Docteur-Stoltz à Andlau.

## Historique
Cet ancien hôtel particulier, de style Renaissance, a été construit en 1582/1583 par un des quatre fils de Frédéric d’Andlau. La date 1582 figure sur le linteau de la porte de la tourelle d'escalier (façade principale). La date 1583 a été mise au jour sur un pan de bois au premier étage à l'occasion de l'étude archéologique.
Plusieurs propriétaires se sont succédé au fil des siècles, :
- de 1582 à 1777 : famille d'Andlau-Birseck ;
- de 1777 à 1901 : famille Kollmann (Joseph Antoine Kollmann, Marie Louise Antoinette Geschwind née Kolmann) ;
- de 1901 à 1916 : le peintre Marie Charles Rouge (1840-1916), qui donna le nom de "Maison Rouge" au bâtiment ;
- de 1916 à 1948 : Antoinette et Eugénie Rouge, les filles de Marie Charles Rouge (respectivement décédées en 1948 et 1945) ;
- de 1948 à 1970 : Lucien Becht (1888-1970) ;
- de 1970 à 2005 : propriétaires non connus ;
- depuis 2005 : propriété de la ville d'Andlau.

## Architecture
L’architecture est de style Renaissance et le bâtiment se caractérise notamment par ses hauts pignons à volutes, sa tourelle polygonale accueillant un escalier à vis, sa porte richement décorée, ainsi que ses fenêtres portant des traces de décors peints.
Construit principalement avec du grès (provenance locale), l'hôtel comporte un rez-de-chaussée, deux étages et quatre niveaux de combles sous la toiture avec une dimension de 25,80 m de longueur, 14,45 m de largeur, une façade principale de 11 m de hauteur et avec des murs de 1,07 m d'épaisseur au rez-de-chaussée, 87  et   75 cm pour le premier et deuxième étages et de 60  à   56 cm pour les combles.
Les pans de bois des deux étages ont été fabriqués avec des pièces en conifère (sapin et/ou épicéa). Le remplissage des pans de bois a été fait avec les matériaux suivants, similaires à ceux des murs : moellon, grès, cailloux et fragments de briques liés au mortier.
Les façades du bâtiment principal font l'objet d'une inscription au titre des monuments historiques depuis 1939.

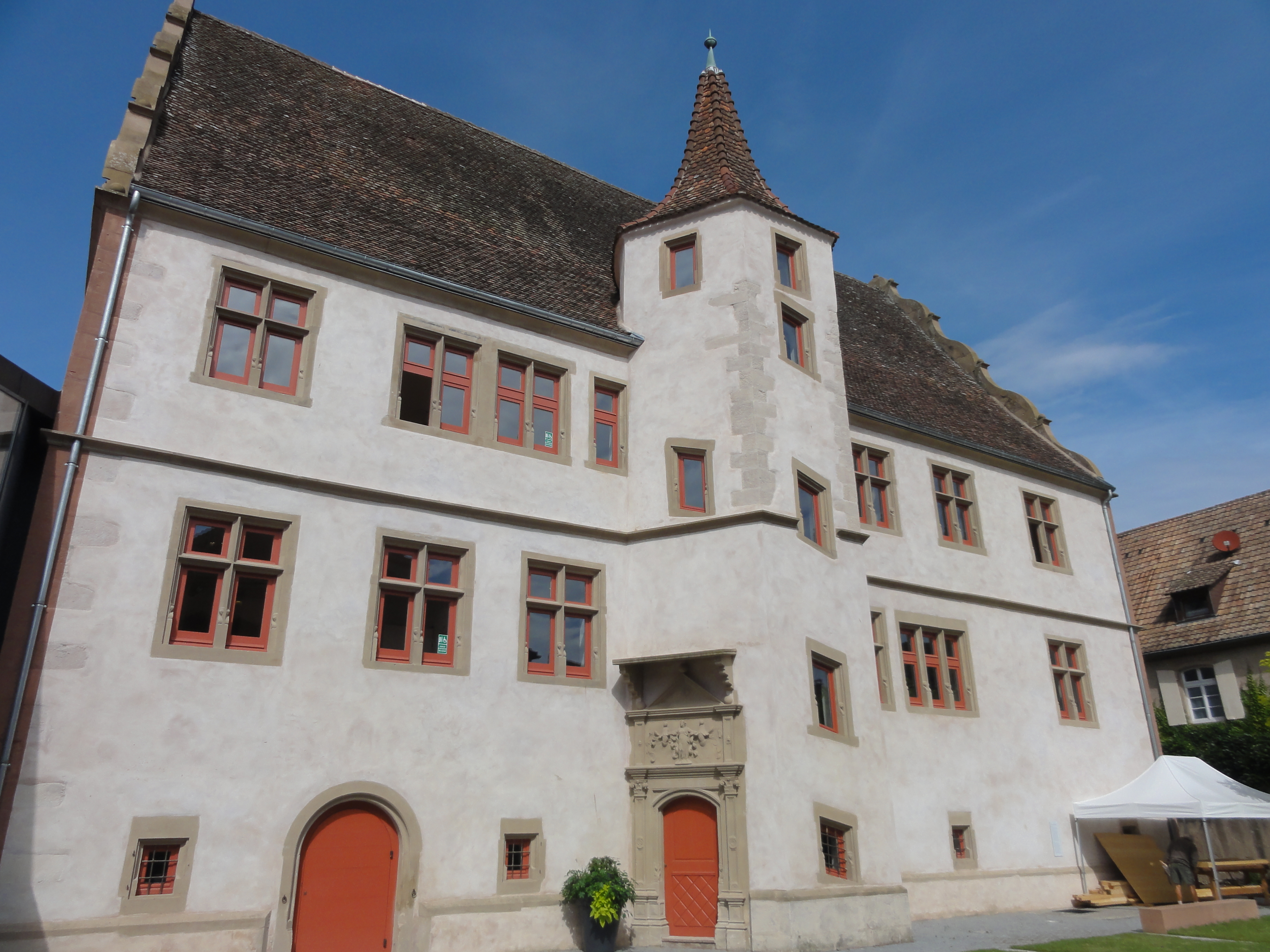
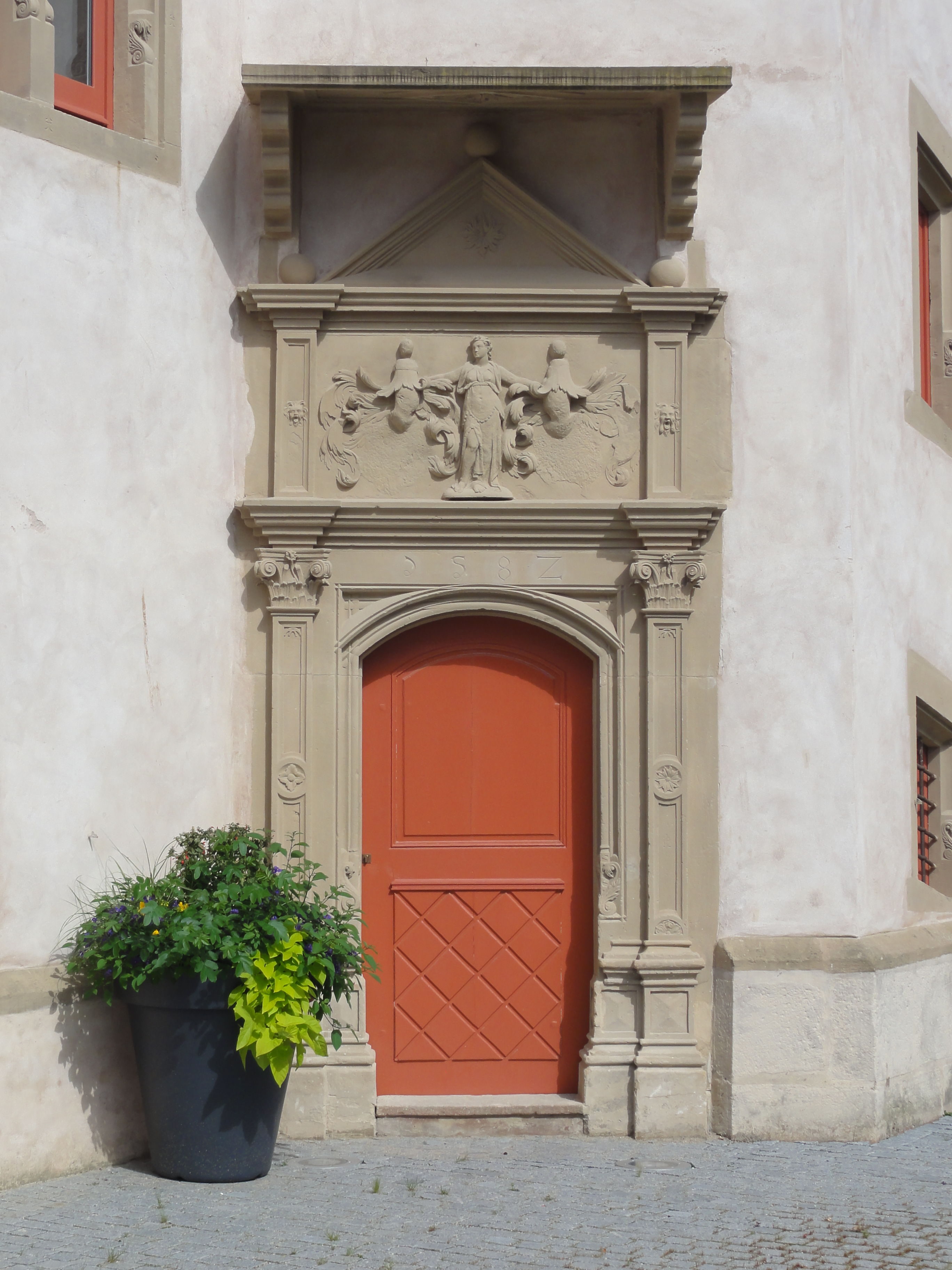
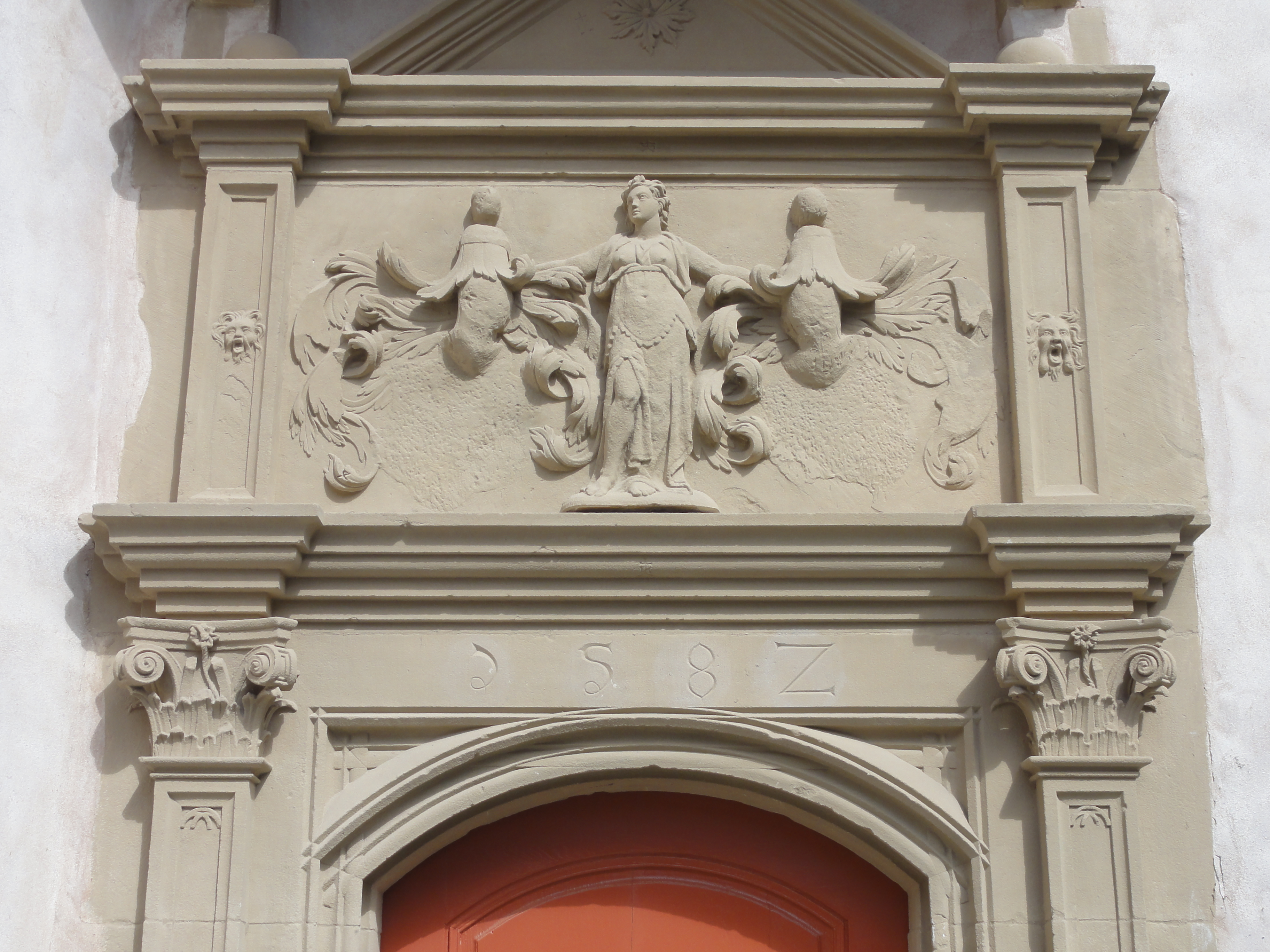
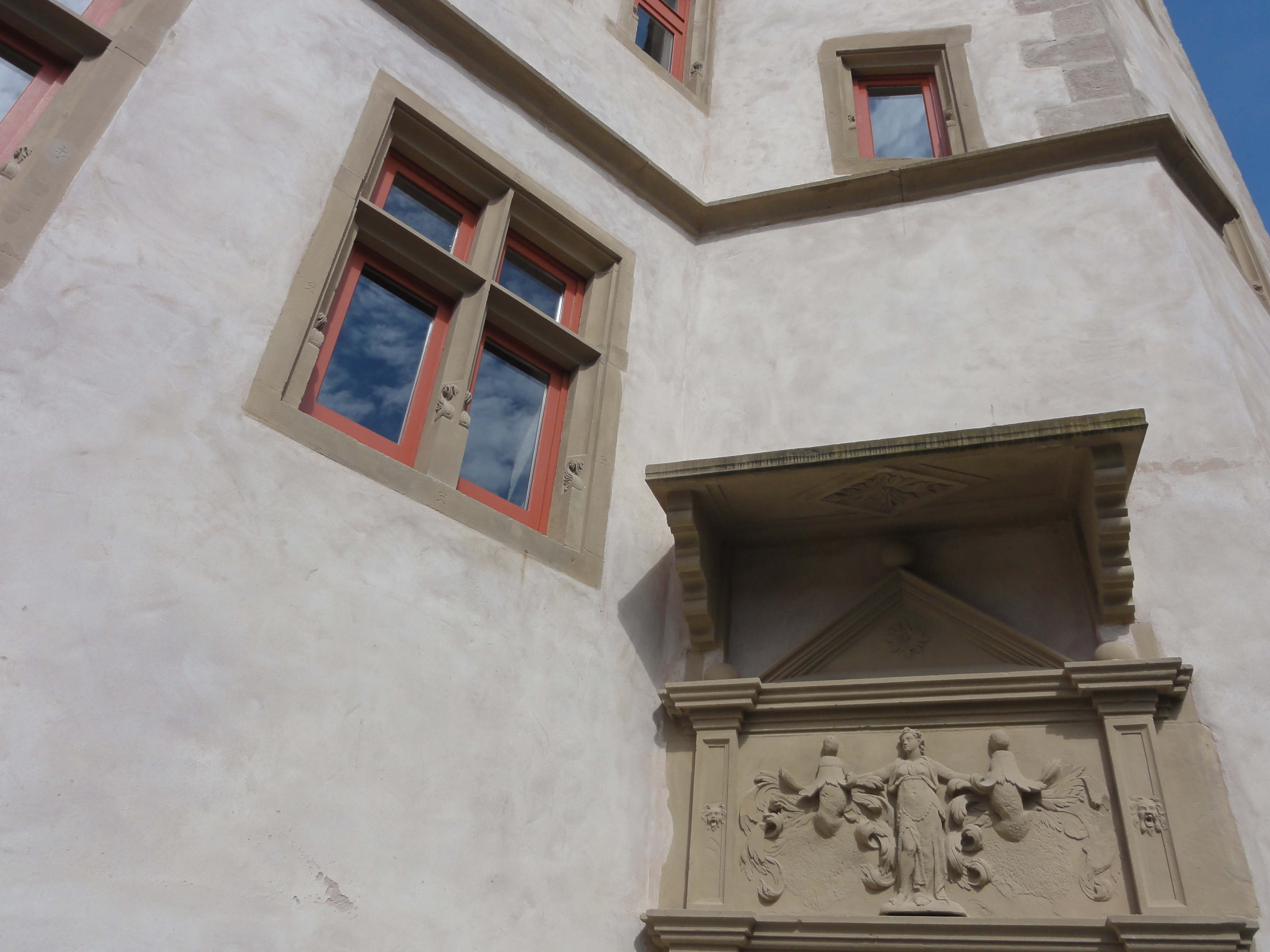
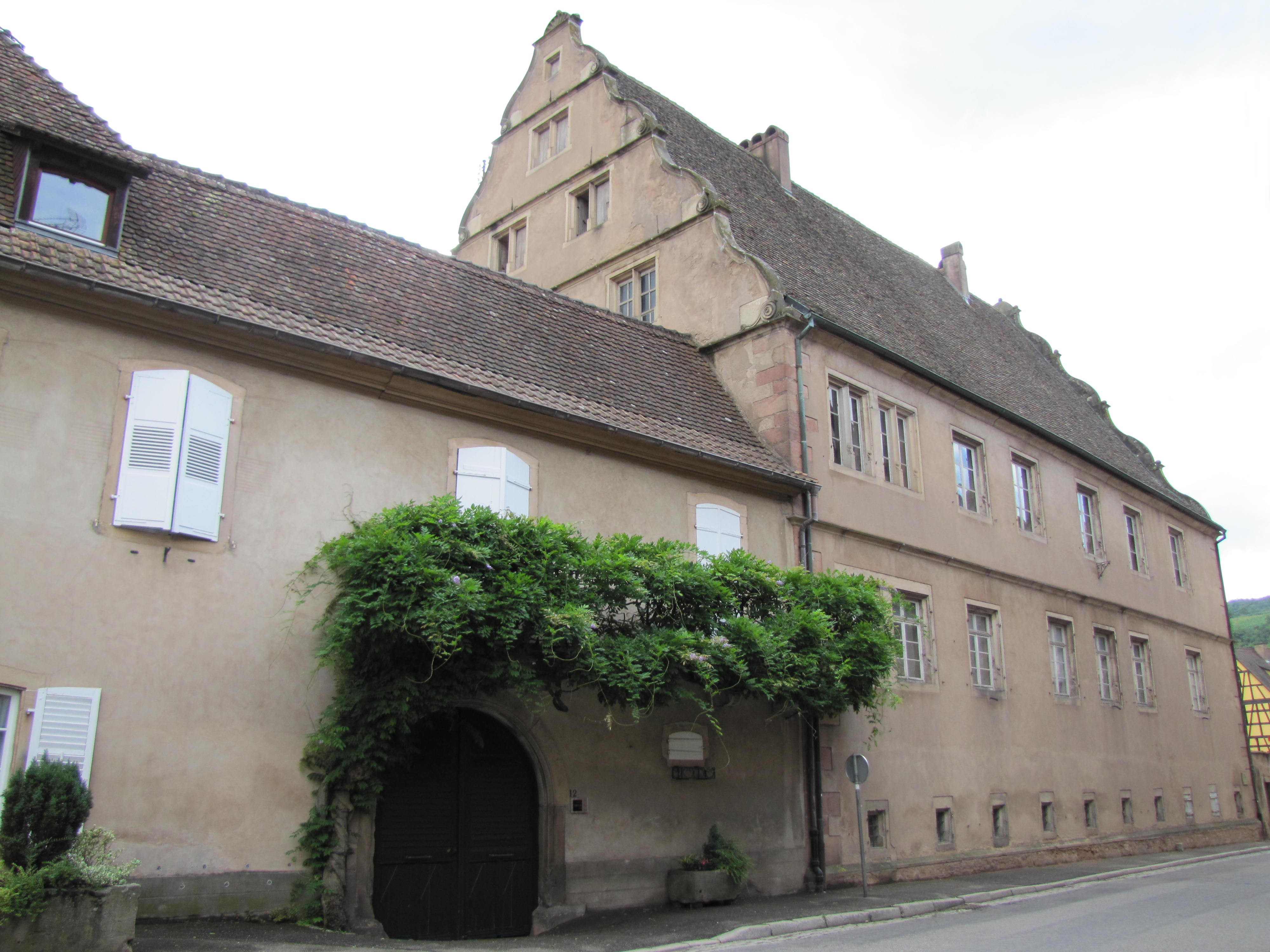

## Archéologie[7]
À la suite de fouilles archéologiques menées de 2008 à 2012 par une équipe composée de Maurice Laugner, président de l’association des amis de la Seigneurie d’Andlau, Sophie Reeb, cheffe de projet, Maurice Seiller, chercheur et de Maxime Werlé, archéologue territorial travaillant avec le PAIR (Pôle d’Archéologie Interdépartemental Rhénan, devenu Archéologie Alsace en 2016), de nombreuses découvertes ont été faites dans l’hôtel particulier des comtes d’Andlau. Plusieurs objets sont exposés dans le centre d'interprétation du patrimoine Les ateliers de la Seigneurie et permettent de comprendre la vie quotidienne d’une famille noble à la Renaissance.
La plupart des pièces ont été retrouvées grâce à la fouille de deux fosses de latrines datant de la fin du XVIe siècle. Certaines ont été reconstituées, d'autres laissées en état. Les archéologues ont notamment découvert des objets et des restes organiques, témoignages de la vie domestique de l'alimentation et de l'hygiène des personnes ayant vécu dans ce lieu. Un carreau de poêle et un tesson assez uniques ont été retrouvés.
La liste ci-dessous permet de rendre compte de l'étendue de la diversité des pièces retrouvées :
- Des éléments architecturaux et de mobilier :
  - environ 6000 fragments de verre (dont 582 fragments de cives, vitres),
  - 1937 fragments de céramique,
  - 89 fragments métalliques (dont clous, fragments de clous en fer forgé),
  - 49 fragments de terres cuites architecturales (dont briques, tuiles creuses, carreaux de sol),
  - 49 fragments de textiles minéralisés et fibres,
  - 26 fragments d'objets en bois,
  - 17 fragments d'objets en cuir.

- Des éléments de la vie économique :
  - 5 plombs marchands (ils marquaient des produits commercialisés comme le sel, le tabac et le textile et contiennent des inscriptions et des décors estampés),
  - 1 jeton de compte en alliage cuivreux,
  - des fragments provenant probablement d'encriers,
  - 1 poids en alliage cuivreux,
  - 1 objet constitué de deux chaînettes à maillons (qui pourrait être le fragment d'une chaîne de balance de pesée),
  - 1 petit fragment d'une fine tôle d'or.

- Des objets de la cuisine et de la table :Vaisselles retrouvées dans les latrines

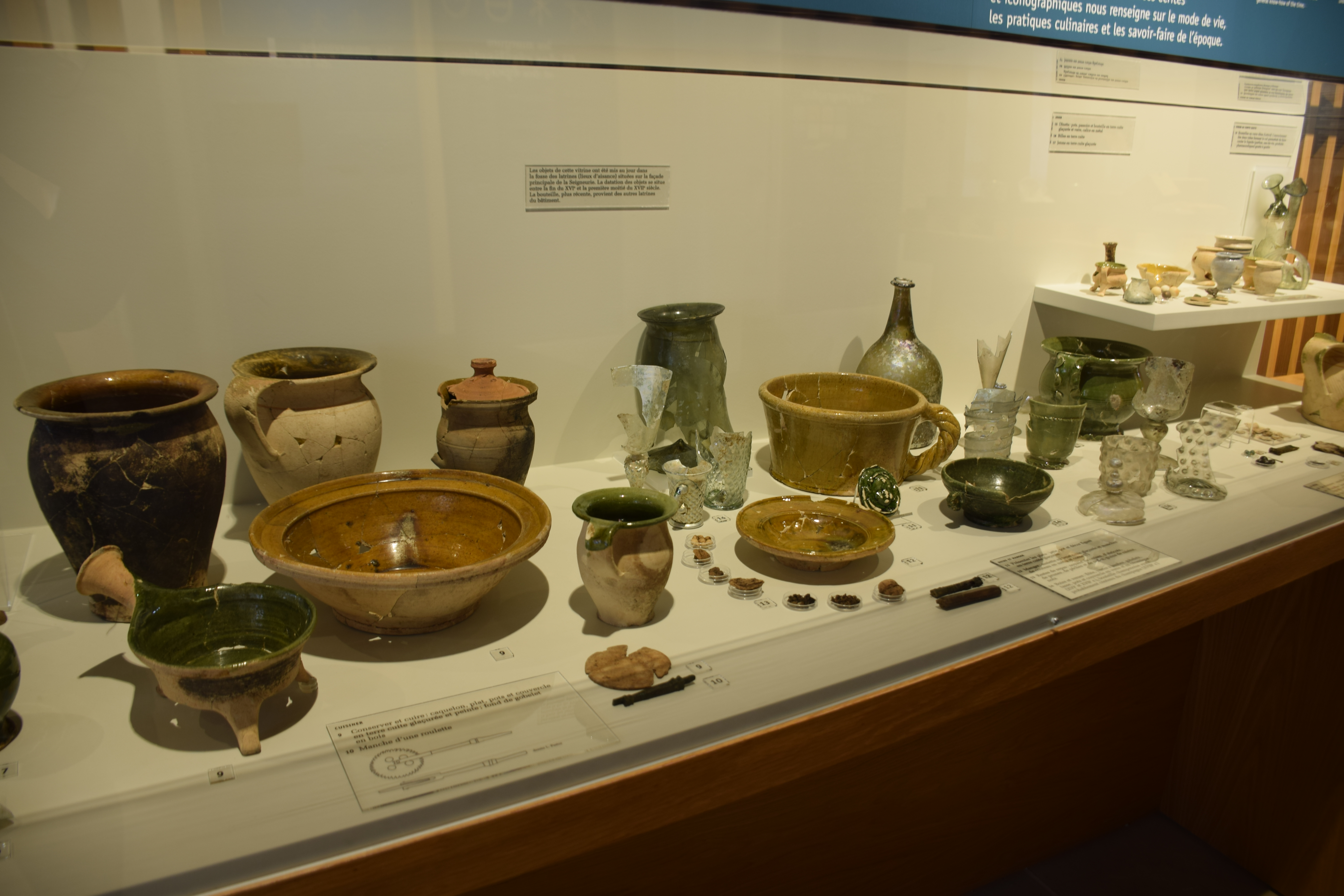
Vaisselles retrouvées dans les latrines

  - vaisselle culinaire : pots et pots ansés, pot tripode, fragments de caquelons, jattes ansées, couvercles en céramique, passoire, lèchefrite, ustensiles de cuisine,
  - vaisselle de table : plat creux, assiettes, pot ansé, récipients à boire, bouteille/pichet, coupelle à oreilles, écuelle, tasse, gobelets, verres, couverts,
  - hygiène de table : aiguière-casque en faïence (utilisée pour le lavage des mains à table).
  - restes organiques (restes de bovins, de volaille, de poissons, fruits, plantes aromatiques).

Ces objets sont de précieux témoignages de la vie quotidienne et de l’art au XVIe siècle en Alsace et font du bâtiment un lieu important de l’histoire de la commune d’Andlau.